# Maiju Ruotsalainen
Maiju Ruotsalainen (Tampere, 25 novembre 1983) è un'allenatrice di calcio ed ex calciatrice finlandese, di ruolo centrocampista o attaccante.
Durante la carriera ha giocato quasi esclusivamente nel campionato finlandese, dove vince numerosi titoli e coppe nazionali, tranne nel periodo 2006-2007, trasferendosi alle danesi del Vejle, e nel 2010, dove si trasferisce in prestito alla Torres, dove gioca in Serie A, massimo livello del campionato italiano, conquistando uno Scudetto al termine della stagione 2009-2010. Vanta inoltre una presenza nella nazionale finlandese.

## Carriera

### Giocatrice

#### Club
Dopo avere iniziato la carriera nel campionato finlandese, cominciando a vestire la maglia dell'Ilves, per passare in seguito al MPS e successivamente al HJK, Maiju Ruotsalainen dalla stagione 2004 sottoscrive un accordo con l'Honka rimanendoci anche nella stagione successiva.
Nel 2006 decide di affrontare la sua prima stagione all'estero, trasferendosi al Vejle per giocare nel campionato danese e dove rimane fino al termine della stagione 2006-2007
per ritornare all'Honka nel corso del campionato e alla fine del quale condivide con le compagne la vittoria in Naisten Liiga, titolo di campione di Finlandia che bisserà anche al termine della stagione 2008.
Nel la stagione 2009 decide di trasferirsi all'Åland United. Già alla sua prima stagione contribuisce a conquistare la prima posizione in campionato, mentre a quello successivo coglie l'opportunità di trasferirsi in Italia, siglando un accordo per vestire, con la formula del prestito, la maglia delle campionesse in carica della Torres nella seconda parte della stagione 2009-2010. Arrivata con il calciomercato invernale, Ruotsalainen fa il suo debutto in Serie A il 23 gennaio 2010, alla decima giornata, nell'incontro pareggiato 1-1 in casa del Tavagnacco. Prima del termine della stagione colleziona 10 presenze in campionato e festeggia assieme alle compagne la conquista del primo posto in classifica e il titolo di campione d'Italia.
Scaduti i termini dell'accordo fa ritorno in patria, giocando con l'Åland United fino alla stagione di Naisten Liiga 2013, l'ultima della sua attività da giocatrice, gravata da un grave infortunio che la costringe a disertare i campi di gioco per gran parte del campionato ma che non le impedisce di festeggiare con le compagne un nuovo titolo di campione di Finlandia.

#### Nazionale
Ruotsalainen viene convocata nella nazionale finlandese solamente verso fine carriera, inserita nella rosa della squadra impegnata all'edizione 2012 della Cyprus Cup. Durante il torneo viene impiegata in una sola occasione, il 28 febbraio, nella partita inaugurale della sua nazionale giocata allo Stadio Neo GSP di Nicosia e persa 3-1 con le avversarie dell'Inghilterra; in quell'occasione sostituisce all'83' Annika Kukkonen.

### Allenatrice
Ruotsalainen inizia le esperienze nel settore tecnico quando ancora era in attività come giocatrice, prima nell'accademia dell'IFK Mariehamn proseguendolo come giocatrice-allenatrice nell'Åland United, dove tra il 2011 e il 2012 entra a far parte dello staff tecnico della squadra.
Nel 2013 inizia la sua collaborazione con l'Ilves, impegno che continuerà fino al 2016, anno in cui le viene affidata la condizione tecnica dell'Åland United, rilevando l'italiano Giovanni Costantino per la seconda parte della stagione di Naisten Liiga 2016, dove ottenne il sesto posto nella stagione regolare e nuovamente il sesto nella seconda fase, incarico confermato anche per la stagione successiva.
Nel frattempo, sempre nel 2016, ottiene la licenza di allenatore UEFA A, iscrivendosi nello stesso anno anche al corso per ottenere la UEFA Pro.

## Palmarès

### Club
- Naisten Liiga: 4

Honka: 2007, 2008
Åland United: 2009, 2013
- Campionato italiano: 1

Torres: 2009-2010
- Liigacup (femminile): 2

Honka: 2007, 2008